# Psychopterys multiflora
Psychopterys multiflora là một loài thực vật có hoa trong họ Malpighiaceae. Loài này được (Nied.) W.R. Anderson & S. Corso mô tả khoa học đầu tiên năm 2007.